# Brachytarsina
Brachytarsina é um gênero de moscas pertencente à família Hippoboscidae.
As espécies deste género podem ser encontradas em África, na Malásia e na Austrália.

## Espécies
Espécies (lista incompleta):
- Brachytarsina adversa Maa & Marshall, 1981
- Brachytarsina africana (Walker, 1849)
- Brachytarsina alluaudi (Falcoz, 1923)